# Laskiela (stacja kolejowa)
Laskiela (ros. Ляскеля, krl. Läskelä, fiń. Läskelä) – stacja kolejowa w miejscowości Laskiela, w rejonie pitkiaranckim, w Karelii, w Rosji. Położona jest na linii Janisjarwi – Łodiejnoje Pole.
Stacja powstała w okresie międzywojennym, gdy tereny te przynależały do Finlandii.

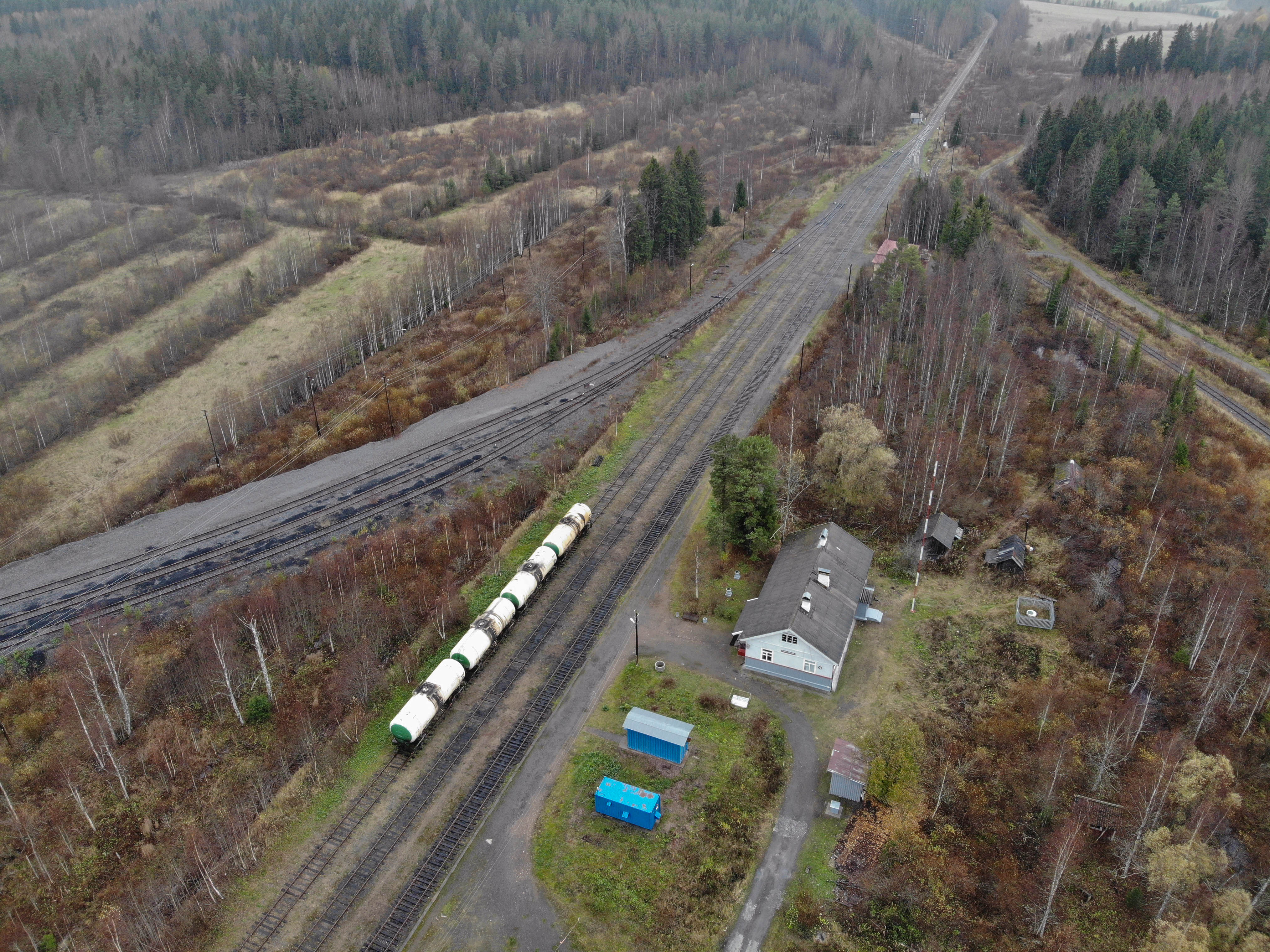
widok w stronę Janisjarwi
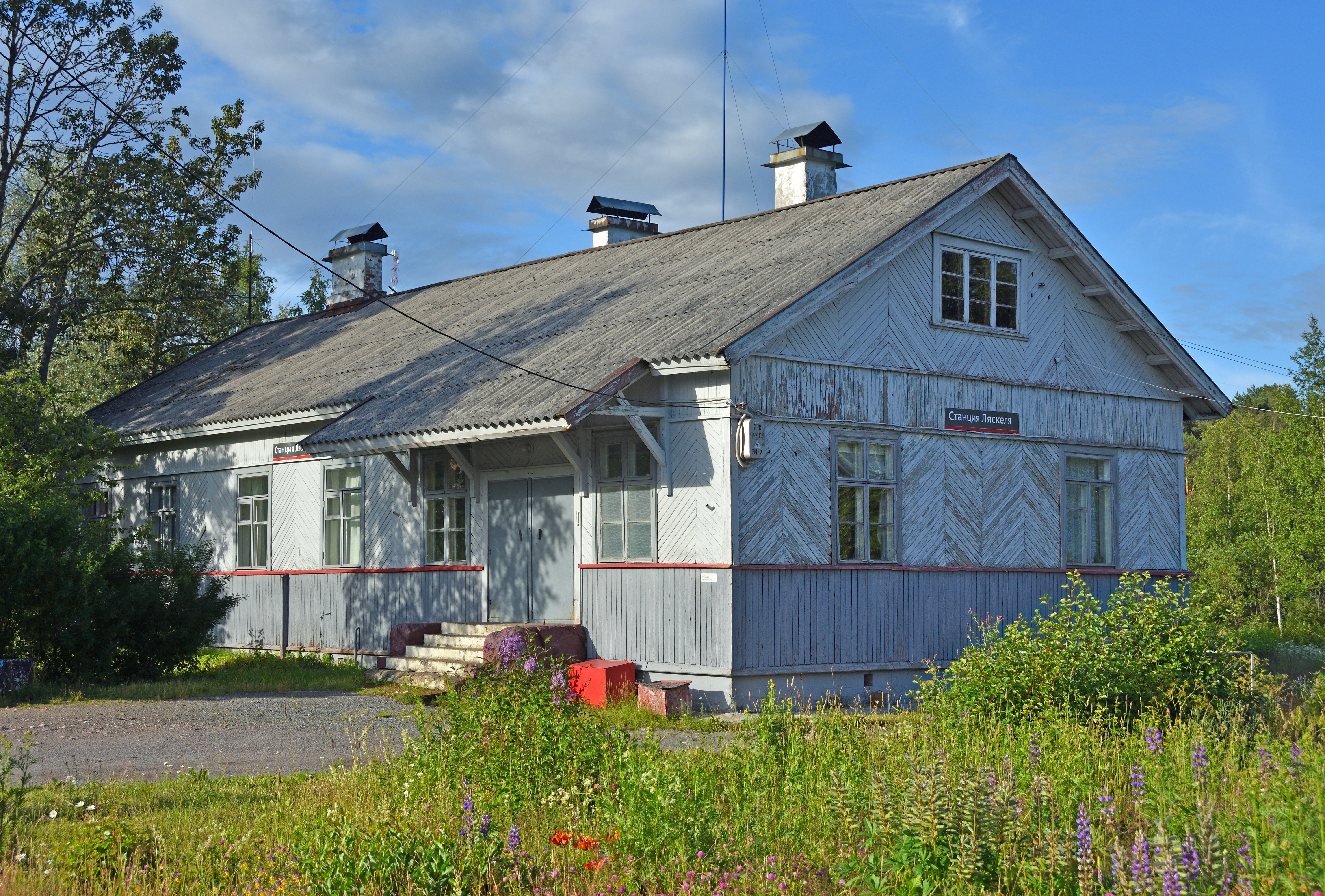